# 利霍耶湖
55°19′32″N 40°11′16″E / 55.32556°N 40.18778°E
利霍耶湖（俄语：Лихое），是俄羅斯的湖泊，位於該國西部，由莫斯科州負責管轄，處於沙圖拉區，長0.1公里、寬0.07公里，面積0.02平方公里，最大水深4米。